# Raúl Lucio Lozano
Raúl Lucio Lozano (La Plata, 3 de septiembre de 1956) - entrenador argentino de voleibol. 

## Clubes
Jugador del Club Estudiantes de La Plata (1970-1978)

### Entrenador de Equipos juveniles
- Estudiantes de La Plata (1974-1976) rama femenina (1977-1978) rama masculina
- Gimnasia y Esgrima La Plata (1978-1981)

### Entrenador de Equipos enArgentina
- Club Estudiantes de La Plata (1974-1978)
- Club de Gimnasia y Esgrima La Plata (1978-1981)
- Obras Sanitarias (1981-1983)
- Ferro Carril Oeste (1983-1987)

### Entrenador de Equipos enItalia
- Rex Pordenone (1987-1988)
- Cedisa Salerno (1988-1989)
- Olio Venturi Spoleto (1990-1991)
- Misura/Milan Volley (1991-1993)
- Lube Banca Marche Macerata (1997-1998; 2003-2004)
- Iveco Palermo (1998-2000)
- Sisley Treviso (2000-2001)

### Entrenador de Equipos enGrecia
- Iraklis Tesalónica (2002-2003)

### Entrenador de equipos enPolonia
- Cerrad Enea Czarni Radom (2015-2016)

Entrenador de equipos en Japón
• JT Thunders Hiroshima (2022-2023-2024)

### Entrenador de Selecciones nacionales
- España (1994-1996;[1] 1999-2000)
- Polonia (2005-2008)
- Alemania (2009-2011)
- Irán (2016)
- República Popular de China (2017-2018-2019)
- Ucrania (2024-2025)

## Palmarés
- Campeón Metropolitano 1985-86-87
- Campeón Argentino 1986
- Campeón Sudamericano 1986
- Campeón Europa copa 1994 con Milán Volley
- Campeón Mundial Club 1993 con Milán Volley
- Campeón Copa Cev 1999 con Iveco Palermo
- Noveno puesto con España Olimpiada Sídney 2000
- Campeón Italia 2001 con Sisley Treviso
- Campeón Supercopa Italia 2001
- Vicecampeón Mundial 2006 con la Selección de Polonia
- Quinto puesto Olimpíada Beijing 2008 con la Selección de Polonia
- Campeón Liga Europea 2009 con la selección de Alemania
- Quinto puesto Olimpiada Río 2016 con la Selección de Irán
- Campeón Golden Liga Europea 2024 con la Selección de Ucrania